# سام حنا
سام حنا (بالإنجليزية: Sam Hanna)‏ هو محرر وصحفي أمريكي، ولد في 13 أغسطس 1933 في وينزبورو في الولايات المتحدة، وتوفي في 15 يناير 2006 في مونرو في الولايات المتحدة بسبب نفاخ رئوي.